# Mecayapan
Mecayapan là một đô thị thuộc bang Veracruz, México. Năm 2005, dân số của đô thị này là 13633 người.